# Stanislas de Chaudoir

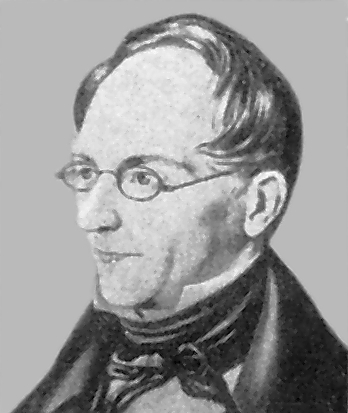
Stanislas de Chaudoir

Stanislas Iwanowitsch de Chaudoir (russisch Станислав Иванович де Шодуар; * 1. Julijul. / 12. Juli 1790greg. in Machnowka (Rajon Berdytschiw); † 20. Augustjul. / 1. September 1858greg. auf dem Landgut Iwniza bei Schytomyr) war ein französisch-russischer Münz- und Büchersammler.

## Leben
Chaudoirs französischer Vater Jan Joseph Chaudoir (etwa 1746–1839) hatte sich Ende der 1770er Jahre als wohlhabender protestantischer Kaufmann in Warschau niedergelassen, wo er sich ein eigenes Haus vom Hofarchitekten Augusts III. Simon Bogumil Amadei Sugi bauen ließ. 1795 nahm er die russische Staatsbürgerschaft an und war Kaufmann der 1. Gilde. 1804 zog er mit seiner Familie nach Wolhynien, wo er in Berdytschiw und dann auf seinem Landgut Iwniza bei Schytomyr lebte. Später ging er nach Bayern, wo er 1814 von Maximilian I. die erbliche Baronwürde erhielt. 1819 wurden er und 1820 sein Sohn Stanislas von Alexander I. in den russischen Adel aufgenommen, während die Baronwürde 1827 anerkannt wurde. Er stand in Geschäftsbeziehungen mit den polnischen Magnaten Sanguszko, Radziwiłł, Jabłonowski und Potocki. Er war bekannt mit dem Bildhauer Bertel Thorvaldsen, den er in Rom und 1819 in Frankfurt am Main traf. Chaudoirs Onkel Antoine Chaudoir (1749–1824) studierte Theologie in Leiden und wurde niederländischer Pastor.
Stanislas Chaudoir betätigte sich als wohlhabender Privatgelehrter, ohne eine spezielle Ausbildung erhalten zu haben. Besonders interessierte er sich für Numismatik, Sphragistik und Epigraphik. Er schuf das schönste Museum in Wolhynien mit einer Gemäldegalerie und seinen Sammlungen von alten Münzen, Graphiken und Gegenständen der Antike. Chaudoir besaß eine reiche Sammlung von Gegenständen aus der Zeit der Kiewer Rus und der griechischen Kolonien an der Schwarzmeerküste. Teile davon erwarb die Eremitage, während andere Teile nach England abflossen. Seine Bibliothek mit etwa 40.000 Bänden enthielt alte Handschriften, alte gedruckte Bücher und Autographen polnischer Könige. Sein handschriftlicher Katalog in sieben Bänden blieb ungedruckt. Die Handschriften und die erhaltenen Sammlungen befinden sich in der Wernadskyj-Nationalbibliothek der Ukraine, im Regionalmuseum in Schytomyr und im Archiv der Oblast Schytomyr.
Die Ergebnisse seiner numismatischen Studien veröffentlichte Chaudoir 1836: Aperçu sur les monnaies russes et sur les monnaies étrangères qui ont eu cours en Russie depuis les temps les plus reculés jusqu’à nos jours (russische Übersetzung 1836–1841). Er wurde Mitglied der Kaiserlichen Archäologischen Gesellschaft und Korrespondierendes Mitglied der St. Petersburger Akademie der Wissenschaften (1836). 1838 erhielt er den ungeteilten Demidow-Preis für seine Arbeiten zur Geschichte.
Chaudor bekleidete lokale Ehrenämter und war Mitglied des Rats des Kiewer Instituts für adlige Mädchen (1838–1846). Er wurde erster Assistent des Vorsitzenden der Kiewer Kommission für die Bearbeitung alter Urkunden (1843), Kollegienrat (6. Rangklasse, 1851) und Direktor des Kiewer Kontors der Staatlichen Handelsbank.
Chaudoirs Sohn Maximilien wurde Insektenkundler. Chaudoirs Enkel war der Mäzen Iwan de Chaudoir.